# フィリップ・ジョルジェヴィッチ
フィリップ・ジョルジェヴィッチ（Filip Đorđević, 1987年9月28日 - ）は、セルビア（旧ユーゴスラビア）・ベオグラード出身のサッカー選手。ポジションはFW。

## 経歴

### クラブ
セルビアの名門であるレッドスター・ベオグラードでキャリアをスタート。2006年にプルヴァ・リーガ（2部）のラド・ベオグラードへレンタル移籍し16得点を挙げたが、レッドスター復帰後は8試合の出場に留まった。
2007年、フランス・リーグ・ドゥのFCナントへ移籍。加入1年目には18試合7得点を記録してクラブのリーグ・アン昇格に貢献。しかし翌2008-09シーズンには低調なパフォーマンスに終始しクラブも降格。その後数年間2部リーグでプレイしたが、2012-13シーズンに20得点を叩きだし5季ぶりとなるリーグ・アン昇格の立役者となった。
2014年、イタリア・セリエAのSSラツィオへ自由移籍で加入。当初はミロスラフ・クローゼのバックアップと目されていたが、2014年9月29日のパレルモ戦でラツィオでの初得点を含むハットトリックを達成するなどの活躍を見せ、一時期はクローゼからポジションを奪った。しかし2015年1月24日のACミラン戦で負った骨折の影響で長期離脱を強いられ、クローゼにポジションを奪い返された。
クローゼ退団後の2015-16シーズン以降はチーロ・インモービレに次ぐ第2FWとしてプレーすることが多い。
2018年6月13日、ラツィオとの契約を満了し、ACキエーヴォ・ヴェローナに加入することが発表された。

### 代表
2012年11月に行われたチリとの親善試合でセルビア代表デビューを果たした。

## タイトル

### クラブ
レッドスター・ベオグラード
- セルビア・モンテネグロ・プルヴァ・リーガ ： 2005-06
- セルビア・スーペルリーガ ： 2006-07
- セルビア・カップ ： 2006-07